# Walter Kornfeld
Walter Johann Kornfeld (* 18. September 1917 in Wien; † 11. November 1988 ebenda) war ein römisch-katholischer Geistlicher und Theologe.

## Leben
1940 zum Priester geweiht anschließend bis 1945 leistete er den Militärdienst. Nach dem Studium der Orientalistik und der Ägyptologie an der Universität Wien und der Bibelwissenschaft am Pontificio Istituto Biblico wurde er Dr. theol. und lic. bibl. Er erhielt am 8. Januar 1952 die venia legendi für das Bibelstudium des Alten Bundes und die biblisch-orientalischen Sprachen. Ab 1956 lehrte er Religionsphilosophie, Religionsgeschichte und Religionspsychologie. Am 14. April 1958 wurde er dann zum außerordentlichen Professor und am 24. Juli 1963 zum ordentlichen Professor für Religionswissenschaft an der Theol.-Kath. Fakultät der Universität Wien ernannt. 1987 wurde er emeritiert.
Er war Mitglied der katholischen Studentenverbindungen KaV Norica Wien und KaV Marco-Danubia Wien im ÖCV.

## Schriften (Auswahl)
- Studien zum Heiligkeitsgesetz. (Lev. 17-26). Wien 1952, OCLC 898768594.
- Religion und Offenbarung in der Geschichte Israels. Innsbruck 1970, OCLC 439174016.
- Das Buch Leviticus. Düsseldorf 1972, ISBN 3-491-00357-1.
- Onomastica Aramaica aus Ägypten. Wien 1978, ISBN 3-7001-0229-1.